# Northmoor (Missouri)
Northmoor è un comune degli Stati Uniti d'America, situato nello Stato del Missouri, nella contea di Platte.